# 国家税务总局湖北省税务局
国家税务总局湖北省税务局，简称湖北省税务局，是中华人民共和国国家税务总局负责管理湖北省税收工作的垂直管理机构。

## 历史沿革
1949年5月，武汉解放，经过湖北省人民政府批准，6月7日成立湖北省人民政府税务局。1951年10月，税务局划为财政厅二级单位，改称湖北省人民政府财政厅税务局。1955年，更名为湖北省财政厅税务局。1966年文化大革命开始后，税务局机构陷入瘫痪状态。1968年9月，成立湖北省财政厅收入局革命领导小组（对外称税务局），负责全省税收工作。同年12月，大多数干部下放至五七干校劳动。1972年1月，湖北省革命委员会财政局成立税政处，同年12月恢复湖北省财政局税务局。1983年4月，改称湖北省财政厅税务局。1982年6月7日，根据国务院通知，省级行政区税务局升格为副厅级二级局。1994年6月27日，根据国务院要求，湖北省税务局分设为湖北省国家税务局和湖北省地方税务局，均为正厅级。
2018年3月17日，第十三届全国人民代表大会第一次会议决定将省级和省级以下国税、地税机构合并，实行以国家税务总局为主与省（区、市）人民政府双重领导管理体制。2018年6月15日，国家税务总局湖北省税务局正式挂牌成立，标志着原湖北省国家税务局、湖北省地方税务局正式合并。

## 职责
1. 负责贯彻执行党的路线、方针、政策，加强党的全面领导，履行全面从严治党主体责任，负责党的建设和思想政治建设工作。
2. 负责贯彻执行税收、社会保险费和有关非税收入法律、法规、规章和规范性文件，研究制定具体实施办法。组织落实国家规定的税收优惠政策。
3. 负责研究拟定本系统税收、社会保险费和有关非税收入中长期规划，参与拟定税收、社会保险费和有关非税收入预算目标并依法组织实施。负责本系统税收、社会保险费和有关非税收入的会统核算工作。组织开展收入分析预测。
4. 负责开展税收经济分析和税收政策效应分析，为国家税务总局和省委、省政府提供决策参考。
5. 负责所辖区域内各项税收、社会保险费和有关非税收入征收管理。组织实施税（费）源监控和风险管理，加强大企业和自然人税收管理。
6. 负责组织实施本系统税收、社会保险费和有关非税收入服务体系建设。组织开展纳税服务、税收宣传工作，保护纳税人、缴费人合法权益。承担涉及税收、社会保险费和有关非税收入的行政处罚听证、行政复议和行政诉讼事项。
7. 负责所辖区域内国际税收和进出口税收管理工作，组织反避税调查和出口退税事项办理。
8. 负责组织实施所辖区域内税务稽查和社会保险费、有关非税收入检查工作。
9. 负责增值税专用发票、普通发票和其他各类发票管理。负责税收、社会保险费和有关非税收入票证管理。
10. 负责组织实施本系统各项税收、社会保险费和有关非税收入征管信息化建设和数据治理工作。
11. 负责本系统内部控制机制建设工作，开展对本系统贯彻执行党中央、国务院重大决策及上级工作部署情况的督查督办，组织实施税收执法督察。
12. 负责本系统基层建设和干部队伍建设工作，加强领导班子和后备干部队伍建设，承担税务人才培养和干部教育培训工作。负责本系统绩效管理和干部考核工作。
13. 负责本系统机构、编制、经费和资产管理工作。
14. 完成国家税务总局党委和省委、省政府交办的其他工作。

## 机构设置

### 内设机构
- 办公室（党委办公室）
- 政策法规处
- 货物和劳务税处
- 企业所得税处
- 个人所得税处
- 财产和行为税处
- 资源和环境税处
- 社会保险费处
- 非税收入处
- 收入规划核算处
- 纳税服务处
- 征管和科技发展处
- 国际税收管理处
- 税收经济分析处
- 财务管理处（装备和采购处）
- 督察内审处
- 人事处（党委组织部）
- 考核考评处
- 教育处
- 党建工作处（党委宣传部、巡察工作办公室）
- 机关党委
- 老干部处
- 党委纪检组

### 直属事业单位
- 国家税务总局湖北省税务局纳税服务和宣传中心
- 国家税务总局湖北省税务局信息中心
- 国家税务总局湖北省税务局机关服务中心
- 国家税务总局湖北省税务局税收科学研究所
- 湖北省税务干部学校（湖北财税职业学院、中共国家税务总局湖北省税务局党校）

### 派出机构
- 国家税务总局湖北省税务局第一税务分局（大企业税收服务和管理局）
- 国家税务总局湖北省税务局第二税务分局（出口退税服务和管理局）
- 国家税务总局湖北省税务局第三税务分局
- 国家税务总局湖北省税务局第四税务分局（税收大数据和风险管理局）
- 国家税务总局湖北省税务局稽查局

## 历任领导
湖北省税务局局长
- 袁茂青（1949年12月－1957年6月）
- 成朝然（1957年7月－1962年7月）
- 徐惠卿（1963年－1972年11月）
- 赵海鸿（1972年－1975年7月）
- 辛则民（1980年8月－）

国家税务总局湖北省税务局局长
- 刘勇
- 胡立升（2020年11月－2021年10月）
- 钟油子（2021年10月－）